# (16374) 1981 EA10
A (16374) 1981 EA10 a Naprendszer kisbolygóövében található aszteroida. Schelte J. Bus fedezte fel 1981. március 1-jén.